# Otó de Baixa Lotaríngia

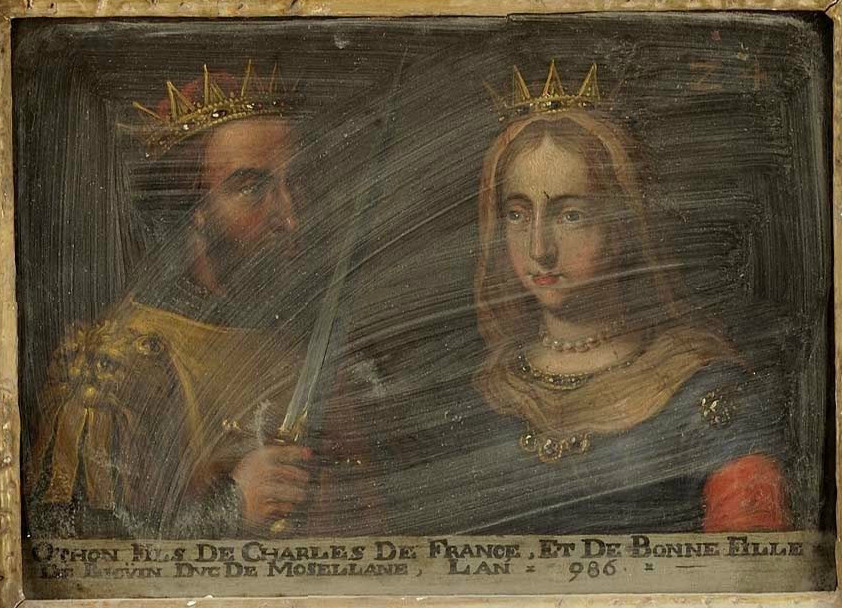
Retrat d'Oló i la seva esposa.

Otó o Odó de Baixa Lotaríngia (nascut al voltant de 970, va morir el 1012) fou duc de la Baixa Lotaríngia, fill de Carles de la Baixa Lotaríngia i la seva primera dona, una filla de Robert de Vermandois comte de Meaux i Troyes.

## Biografia
El 987 el seu pare li va confiar la regència del ducat de Baixa Lotaríngia quan va marxar a combatre a Hug Capet per fer valer els seus drets al tron de França. Però Carles va ser derrotat el 991 i va morir poc després, quan estava empresonat a Orleans. Llavors Otó va succeir en el comtat de ple dret.
En 1002, després de la mort de l'emperador Otó III, fou un dels grans que va acompanyar les seves restes des d'Itàlia a Aix-la-Chapelle.
Segons Christian Settipani i Hervé Pinoteau, Otó de la Baixa Lotaríngia fou el pare d'Ermengarda, esposa d'Albert I de Namur, però aquesta noia es considera també de vegades com la filla de Carles de la Baixa Lotaríngia i, per tant, germana i no filla d'Otó.
Encara que la Crònica de Sigebert de Gembloux diu que va morir el 1005, sembla haver viscut fins a 1013/1014, data en què apareix Godofreu I de Verdun, el seu successor a la Baixa Lotaríngia.
És un dels darrers mascles carolingis descendents de Lluís el Pietós, el tercer fill de Carlemany. Després de la mort del seu germà el comte Lluís (+ 1023) els carolingis només estaven representats pels Herbertians de Vermandois, descendents de Bernat, el fill il·legítim de Pipí d'Itàlia, fill gran de Carlemany.